# زمبروو
زمبروو (به لهستانی:  Zembrów) یک روستا در لهستان است که در گمینا سابنگه واقع شده‌است.